# Nilo (nome)
Nilo  è un nome proprio di persona italiano maschile.

## Varianti
- Femminili: Nila[4][2]

### Varianti in altre lingue
- Bielorusso: Ніл (Nil)[3]
- Catalano: Nil[3]
- Greco antico: Νεῖλος (Neîlos)[1][3]
- Latino: Nilus[3]
- Portoghese: Nilo[3]
- Russo: Нил (Nil)[3]
- Spagnolo: Nilo[3]
- Turco
  - Femminile: Nil[3]
- Ucraino: Ніл (Nil)[3]

## Origine e diffusione

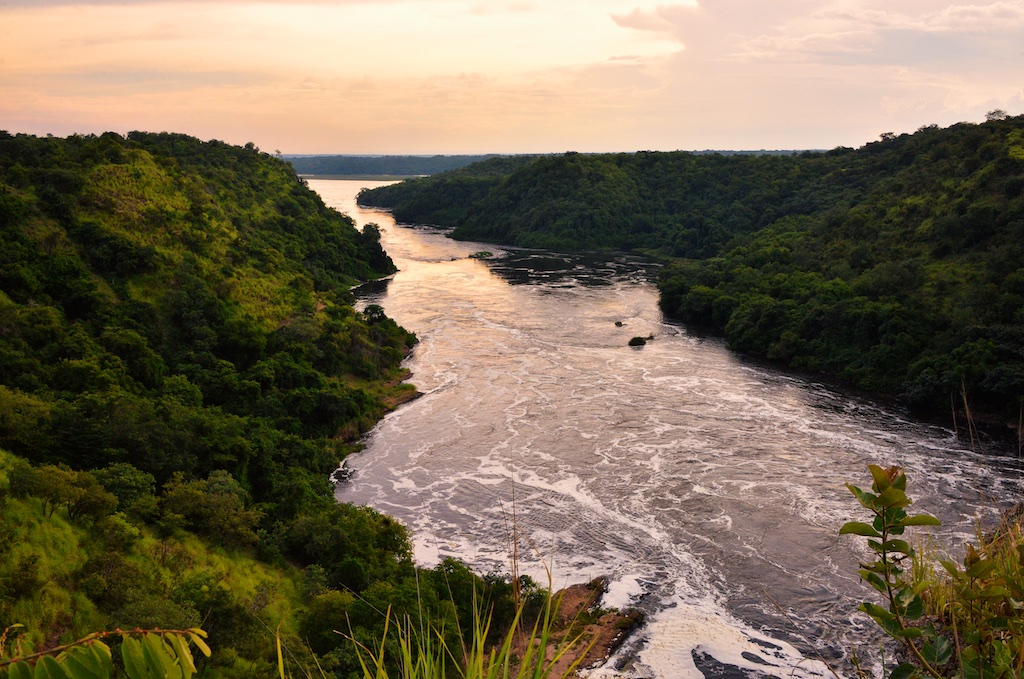
Il Nilo in Uganda

Si tratta di una ripresa del nome del fiume Nilo, attestata già in epoca bizantina. Tra gli antichi egizi esso era chiamato semplicemente jtr-w, "grande fiume", e anche nell'Antico Testamento viene indicato col termine da lì derivato יאור (ye'ór). Il nome italiano del fiume deriva dal greco antico come Νεῖλος (Neîlos), documentato nella Teogonia di Esiodo (anche se potrebbe essere un'interpolazione posteriore) e presente nella mitologia con la figura del dio fluviale Nilo; sulla sua etimologia, fortemente incerta, sono state formulate numerose ipotesi, ma l'unica che sembra godere di un certo credito è quella che lo riconduce a termini semitici che significano "fiume", come l'ebraico nâhâr o l'assiro nâru.
Nilo è quindi uno dei diversi nomi che sono tratti dall'ambito fluviale, come ad esempio anche Volturno, Giordano, Eridano, Clyde e Kelvin. La sua diffusione è dovuta anche al culto di santi così chiamati: in Italia (dove comunque è raro e può anche rappresentare anche un ipocoristico di Danilo) riflette la venerazione verso san Nilo da Rossano, e nei paesi dell'oriente cristiano quella verso san Nilo di Sora. In Turchia, dove è usato, nella forma Nil, al femminile, è sorto indipendentemente, tratto direttamente dal nome del fiume.

## Onomastico
L'onomastico si può festeggiare in memoria di più santi, alle date seguenti:
- 20 febbraio, san Nilo, martire a Tiro sotto Diocleziano[1][6]
- 20 maggio, san Nilo di Sora, abate presso il Monastero di San Cirillo di Beloozero, venerato dalle Chiese orientali[7]
- 19 settembre, san Nilo, vescovo egiziano martire a Phunon (presso Petra) sotto Diocleziano, insieme con i santi Elia, Peleo ed altri[1][6][7]
- 26 settembre, san Nilo da Rossano (o "di Calabria" o "il Giovane"), fondatore e abate del monastero di Grottaferrata[1][6][7]
- 12 novembre, san Nilo di Ancira (o "il Sinaita" o "l'Anziano"), vescovo di Ancira e prefetto di Costantinopoli, amico e studente di san Giovanni Crisostomo[6][7]
- 7 dicembre, san Nilo di Stolbensk, eremita nelle foreste di Tver' e poi su un'isola nel lago Seliger[6]

## Persone

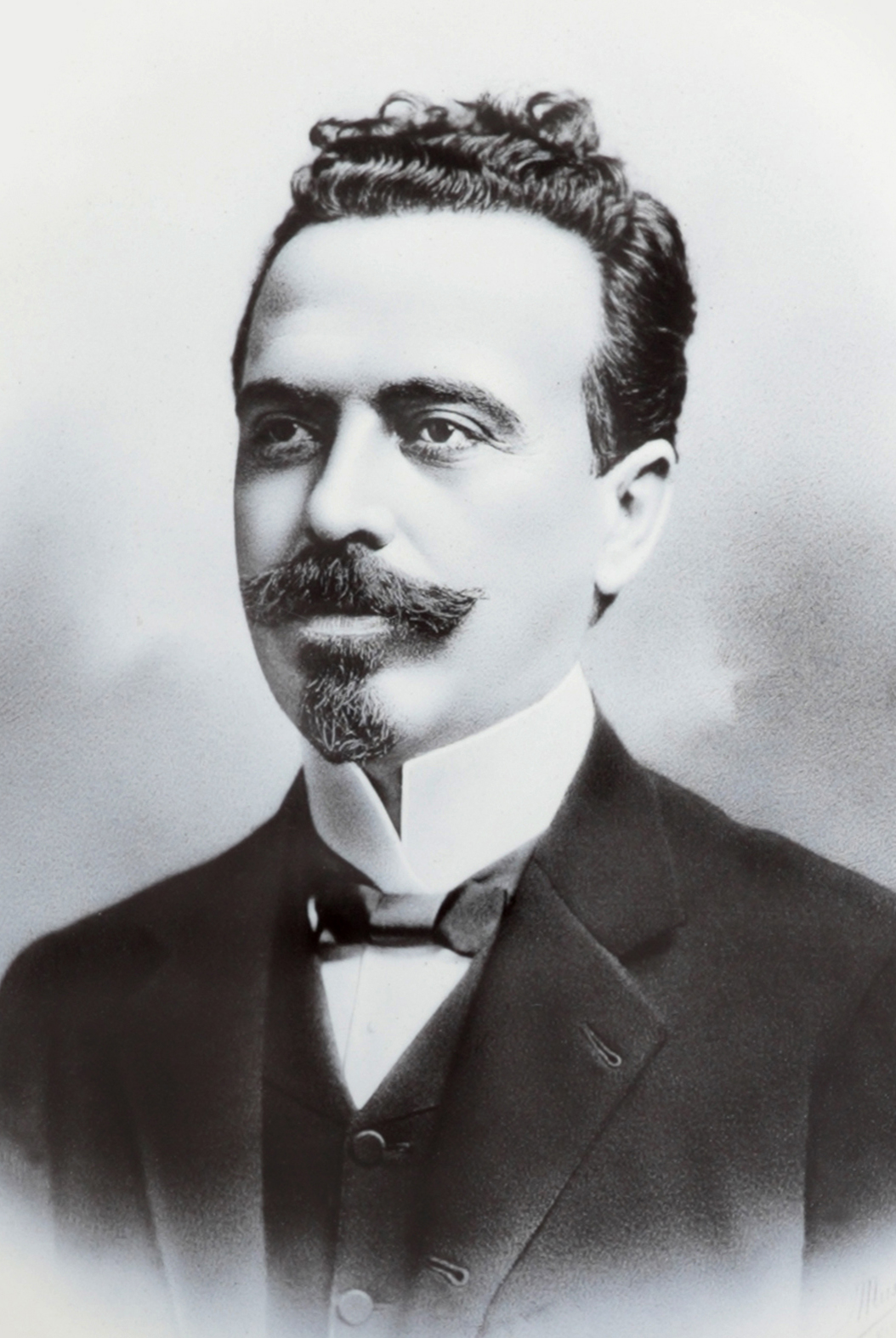
Nilo Peçanha

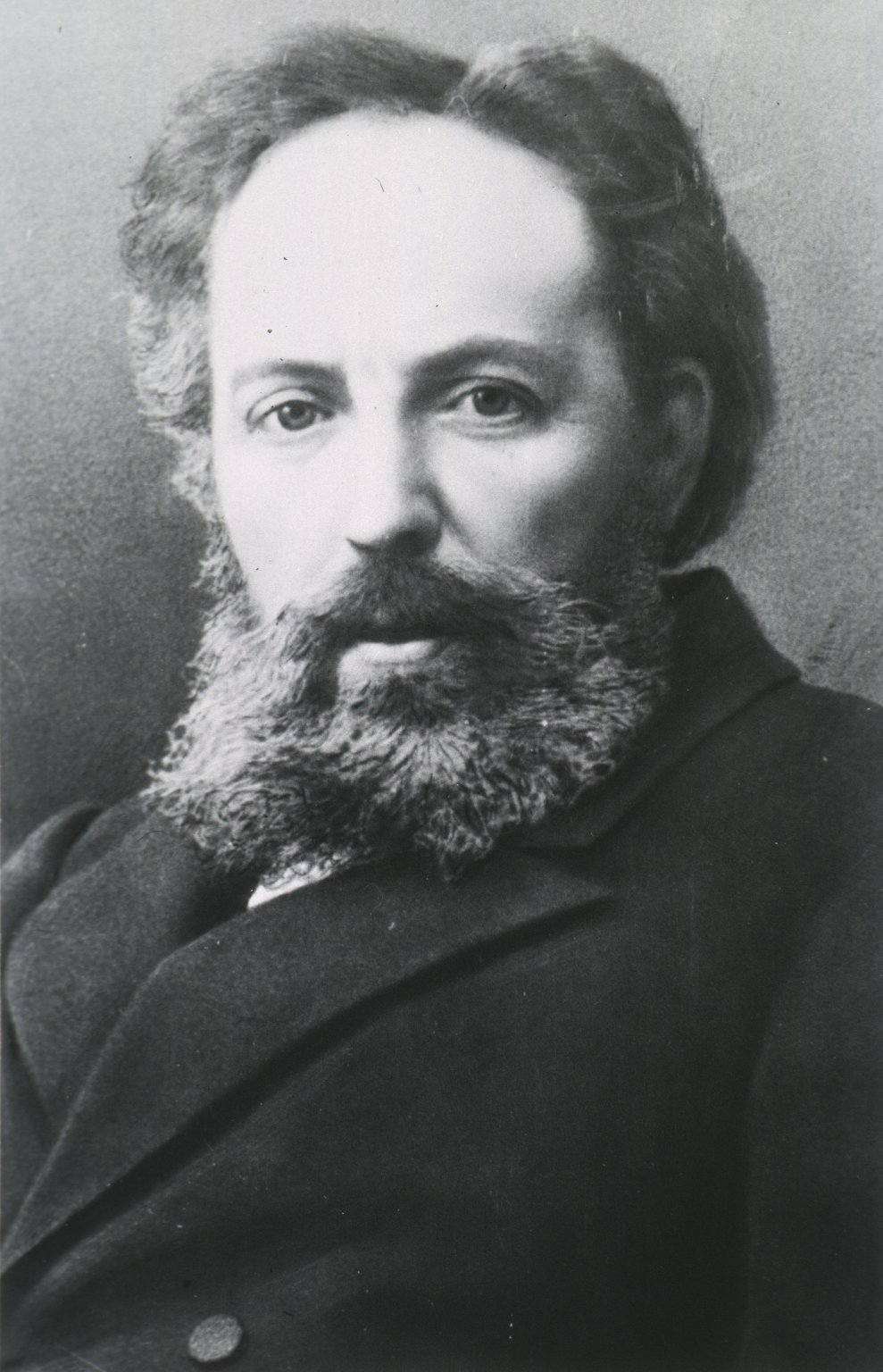
Nil Filatov

- Nilo da Rossano, abate ed eremita italiano
- Nilo di Sora, religioso e mistico russo
- Nilo Borgia, religioso, scrittore e teologo italiano
- Nilo Cabasila, teologo e arcivescovo ortodosso bizantino
- Nilo Cruz, drammaturgo cubano naturalizzato statunitense
- Nilo Dossopatre, monaco e teologo bizantino
- Nilo Faldon, presbitero e scrittore italiano
- Nilo Murtinho Braga, calciatore brasiliano
- Nilo Ossani, cantante italiano
- Nilo Palazzoli, dirigente sportivo, allenatore di calcio e calciatore italiano
- Nilo Peçanha, avvocato e politico brasiliano
- Nilo Piccoli, politico italiano
- Nilo Zandanel, saltatore con gli sci e combinatista nordico italiano

### Variante Nil
- Nil Filatov, medico e pediatra russo
- Nil Solans, pilota di rally spagnolo

## Il nome nelle arti
- Nilus è un personaggio dell'omonima serie a fumetti italiana.